# Női 1500 méteres gyorsúszás a 2011-es úszó-világbajnokságon
A női 1500 méteres gyorsúszás selejtezőit július 25-én, míg a döntőt július 26-án rendezték meg a 2011-es úszó-világbajnokságon.

## Rekordok
|                     | Név             | Nemzetiség | Idő      | Helyszín      | Dátum            |
| ------------------- | --------------- | ---------- | -------- | ------------- | ---------------- |
| Világrekord         | Kate Ziegler    | USA        | 15:42.54 | Mission Viejo | 2007. július 17. |
| Világbajnoki rekord | Alessia Filippi | ITA        | 15:44.93 | Róma          | 2009. július 29. |

## Érmesek
| Arany               | Ezüst                                    | Bronz                 |
| Dánia · Lotte Friis | Amerikai Egyesült Államok · Kate Ziegler | Kína · Li Hszüan-hszü |

## Eredmény

### Selejtezők
| Helyezés | Selejtező | Pálya | Név                      | Nemzetiség | Idő      | Megj.     |
| -------- | --------- | ----- | ------------------------ | ---------- | -------- | --------- |
| 1        | 4         | 4     | Lotte Friis              | DEN        | 16:00.47 | Q         |
| 2        | 3         | 7     | Shao Yiwen               | CHN        | 16:01.72 | Q         |
| 3        | 4         | 5     | Kate Ziegler             | USA        | 16:02.53 | Q         |
| 4        | 3         | 6     | Kristel Köbrich          | CHI        | 16:03.50 | Q         |
| 5        | 4         | 7     | Wendy Trott              | RSA        | 16:05.63 | Q, AF, NR |
| 6        | 4         | 3     | Li Hszüan-hszü           | CHN        | 16:05.82 | Q         |
| 7        | 3         | 4     | Melissa Gorman           | AUS        | 16:07.39 | Q         |
| 8        | 3         | 5     | Erika Villaécija García  | ESP        | 16:12.45 | Q         |
| 9        | 4         | 6     | Chloe Sutton             | USA        | 16:13.20 |           |
| 10       | 2         | 4     | Gráinne Murphy           | IRL        | 16:14.81 |           |
| 11       | 3         | 3     | Risztov Éva              | HUN        | 16:22.60 |           |
| 12       | 2         | 5     | Keri-Anne Payne          | GBR        | 16:23.11 |           |
| 13       | 3         | 2     | Martina Rita Caramignoli | ITA        | 16:23.75 |           |
| 14       | 4         | 2     | Andreina Pinto           | VEN        | 16:23.96 |           |
| 15       | 2         | 3     | Jessica Ashwood          | AUS        | 16:25.85 |           |
| 16       | 4         | 8     | Patricia Castañeda       | MEX        | 16:26.36 | NR        |
| 17       | 2         | 6     | Camelia Potec            | ROU        | 16:29.79 |           |
| 18       | 2         | 8     | Julia Hassler            | LIE        | 16:34.74 | NR        |
| 19       | 2         | 2     | Marianna Lymperta        | GRE        | 16:35.16 |           |
| 20       | 3         | 1     | Savannah King            | CAN        | 16:35.67 |           |
| 21       | 2         | 7     | Nina Dittrich            | AUT        | 16:37.15 |           |
| 22       | 2         | 1     | Charetzeni Escobar       | MEX        | 16:40.09 |           |
| 23       | 1         | 4     | Han Na-Kyeong            | KOR        | 17:06.37 |           |
| 24       | 3         | 8     | Maja Cesar               | SVN        | 17:22.42 |           |
| 25       | 1         | 5     | Yesim Giresunlu          | TUR        | 17:23.60 |           |
| 26       | 1         | 3     | Simona Marinova          | MKD        | 17:44.99 |           |
| –        | 4         | 1     | Cecilia Biagioli         | ARG        |          | DNS       |

### Döntő
| Helyezés  | Pálya | Név                     | Nemzetiség | Idő      | Megj.  |
| --------- | ----- | ----------------------- | ---------- | -------- | ------ |
| Aranyérem | 4     | Lotte Friis             | DEN        | 15:49.59 |        |
| Ezüstérem | 3     | Kate Ziegler            | USA        | 15:55.60 |        |
| Bronzérem | 7     | Li Hszüan-hszü          | CHN        | 15:58.02 | AS, NR |
| 4         | 6     | Kristel Köbrich         | CHI        | 16:05.11 |        |
| 5         | 1     | Melissa Gorman          | AUS        | 16:05.98 |        |
| 6         | 2     | Wendy Trott             | RSA        | 16:06.02 |        |
| 7         | 8     | Erika Villaécija García | ESP        | 16:09.71 |        |
| 8         | 5     | Shao Yiwen              | CHN        | 16:12.01 |        |